# Azharuddin Mohammed Ismail
Azharuddin Mohammed Ismail (Urdu: اظہر الدین محمد اسماعیل; Hindi: अजहरुद्दीन मोहम्मद इस्माइल; Mumbai, 1998) é um ex-ator infantil indiano, que interpretou a versão mais jovem de Salim Malik no filme vencedor do Óscar Quem Quer Ser um Milionário?, em 2009, pelo qual ganhou um prêmio do Screen Actors Guild Award.

## Biografia
Assim como seu personagem na tela, Azaruddin veio de uma das favelas de Mumbai, morando na favela Garib Nagar, perto da estação Bandra. De acordo com o The Daily Telegraph, "a cabana ilegal de sua família foi demolida pelas autoridades locais e agora ele dorme sob um pedaço de lona plástica". Em 2020, o Mumbai Mirror publicou um artigo sobre Azharuddin que revelou que ele estava morando nas favelas novamente após seu negócio falir. Sua mãe também revelou que ele se tornou um viciado em drogas.

### Carreira
Críticos afirmaram que Azharuddin e sua co-estrela Rubina Ali foram mal pagos por seu papel no filme, algo contestado pelo produtor do filme, que disse que os atores receberam o equivalente a um pagamento salarial mensal para o pessoal sênior da empresa de produção na Grã-Bretanha. Um fundo fiduciário foi criado para as crianças, que será liberado para elas quando completarem dezoito anos, desde que continuem na educação até essa data.
Tanto Azharuddin quanto Rubina compareceram ao 81º Academy Awards em 22 de fevereiro de 2009, junto com todos os outros atores que interpretaram Salim, Jamal e Latika. Azharuddin estava acompanhado por sua mãe, Shameem Ismail, enquanto Rubina estava acompanhada por seu tio. Esta foi a sua primeira viagem fora de Mumbai.
Após o sucesso de Quem Quer Ser um Milionário? no Oscar de 2009, a Autoridade de Desenvolvimento da Área Habitacional de Maharashtra recomendou que as crianças fossem realojadas, com um funcionário dizendo que as crianças tinham "trazido louros para o país" e mereciam ser recompensadas. Em 25 de fevereiro de 2009, a Autoridade de Habitação e Desenvolvimento de Maharashtra anunciou que Azharuddin e Rubina receberiam "casas gratuitas" para que não precisassem mais viver na favela de Garib Nagar, em Mumbai.
Em março de 2009, Azharuddun fez parte do elenco do filme de Bollywood Kal Kisne Dekha, ao lado de sua co-estrela de Quem Quer Ser um Milionário?, Rubina Ali. O filme foi dirigido por Vivek Sharma e conta com as estrelas de Bollywood Shah Rukh Khan, Rishi Kapoor e Juhi Chawla em papéis especiais.

## Controvérsias
De acordo com o jornal britânico, The Daily Telegraph, Azharuddin Ismail foi pago £1.700 durante as filmagens por um mês de trabalho no filme. Um porta-voz da Fox Searchlight respondeu que, pelo seu trabalho de um mês no filme, ele foi pago três vezes o valor de um salário anual médio para um adulto vivendo em seu bairro.
Em 26 de janeiro de 2009, Danny Boyle (director) e Christian Colson (produtor) divulgaram uma declaração escrita dizendo que tinham "prestado atenção cuidadosa e minuciosa sobre como o envolvimento de Azhar e Rubina no filme poderia ser de benefício duradouro para eles, além do pagamento que receberam pelo seu trabalho". Boyle e Colson afirmaram que "estabeleceram fundos fiduciários para Rubina e Azharuddin e pagaram por sua educação", embora o valor exato dos fundos fiduciários não seja conhecido. Isso também foi recebido com críticas, pois há uma questão sobre como crianças que crescem nas favelas têm alguma expectativa de poder frequentar o ensino superior, tornando o fundo fiduciário potencialmente inútil.
Boyle explicou que: "Não queremos revelar números exatos sobre o que há no fundo fiduciário, o que há na conta bancária deles para quando saírem da escola, porque isso os tornaria vulneráveis e um alvo, mas é substancial, e esperamos que eles ganhem benefícios do filme muito tempo depois que o filme tiver desaparecido e muito depois que a mídia que os persegue no momento, infelizmente, tenha perdido o interesse no filme, e essa tem sido nossa abordagem desde o início e eu acho que é a abordagem certa."
De acordo com o The Economic Times, Azharuddin terá £17.500 colocados em um fundo fiduciário que ele receberá, mais juros, quando completar 18 anos. Seu pai foi citado dizendo: "Meu filho enfrentou o mundo e venceu. Estou tão orgulhoso dele, mas quero mais dinheiro. Prometeram-me uma nova casa, mas isso ainda não aconteceu. Eu ainda estou na favela. Quero o dinheiro agora, não serve de nada depois. O Sr. Boyle deve cuidar do meu filho."
Após seu retorno para casa após o Oscar, houve mais controvérsia em torno de Azharuddin depois que seu pai, Ismail Mohammed, supostamente o bateu por se recusar a ser entrevistado por um jornalista estrangeiro porque estava cansado. De acordo com o vizinho deles, Yakub Abdul Sheikh, quando "Azharuddin se recusou a atender, ele o bateu, mas depois ficou cheio de remorso."

### Demolição da casa
Em maio de 2009, foi reportado que as autoridades locais haviam demolido o abrigo improvisado de sua família, e que a polícia o havia forçado a sair dele após agredi-lo com um bastão de bambu. As autoridades afirmaram que "ele e outras famílias estavam ocupando terras que pertenciam ao governo". Após a demolição, ele se descreveu junto com sua família como "sem-teto, não temos onde ir". No entanto, Azharuddin e sua família se mudaram para uma nova casa na área de Santa Cruz, em Mumbai, comprada por um fundo criado pelos produtores do filme.
Em janeiro de 2020, enquanto perdia sua fama e riqueza devido à confiança que não lhe pagava mais dinheiro, Azharuddin teve que vender seu apartamento e se mudar para um quarto na área de Naupada em Bandra East, perto das favelas onde cresceu. Ele também tentou anteriormente abrir seu próprio negócio, mas não deu certo, então ele vendeu seu apartamento.

## Prêmios e nomeações

#### Venceu
- 2009: Prêmio Screen Actors Guild para melhor elenco em cinema por Slumdog Millionaire[14]

#### Nomeado
- 2008: Black Reel Awards – Melhor Elenco por Slumdog Millionaire[15]

## Filmografia
| Ano  | Filme                        | Personagem            | Língua         | Notas                 |
| ---- | ---------------------------- | --------------------- | -------------- | --------------------- |
| 2008 | Quem Quer Ser um Milionário? | Salim Malik (criança) | Inglês e Hindi |                       |
| 2009 | Kal Kisne Dekha              |                       | Hindi          | Participação especial |

1. 1 2 3  «Slumdog child stars miss out on the movie millions». The Telegraph (em inglês). 26 de janeiro de 2009. Consultado em 24 de julho de 2025
2. 1 2  «Slumdog Millionaire star back in slums». Mumbai Mirror (em inglês). Consultado em 24 de julho de 2025
3. ↑  «Slumdog Millionaire's child stars to miss Oscars». The Telegraph (em inglês). 14 de fevereiro de 2009. Consultado em 24 de julho de 2025
4. ↑  «Mangalorean.Com- Serving Mangaloreans Around The World!». mangalorean.com. Consultado em 24 de julho de 2025. Cópia arquivada em 26 de fevereiro de 2009
5. ↑  «Slumdog children to be rehoused» (em inglês). 25 de fevereiro de 2009. Consultado em 24 de julho de 2025
6. ↑  «Slumdog Kids No Longer Slumming It». E! Online. 25 de fevereiro de 2009. Consultado em 24 de julho de 2025
7. ↑  «Siasat». www.siasat.com. Consultado em 24 de julho de 2025. Cópia arquivada em 12 de março de 2009
8. ↑  «From Slumdog to Bollywood». The Times of India. 5 de março de 2009. ISSN 0971-8257. Consultado em 24 de julho de 2025
9. ↑  «Political Punch: Slumdog Symphony: A Chat with Danny Boyle». blogs.abcnews.com. Consultado em 24 de julho de 2025. Cópia arquivada em 30 de janeiro de 2009
10. ↑  Wall, Emma; Administrator, dailystar (2 de março de 2009). «Slumdog Dad's cash demand». Daily Star (em inglês). Consultado em 24 de julho de 2025
11. ↑  archive, From our online (15 de maio de 2012). «'Slumdog...' kid slapped by father for interview snub». The New Indian Express (em inglês). Consultado em 24 de julho de 2025
12. ↑  «Slumdog star's home is demolished» (em inglês). 14 de maio de 2009. Consultado em 24 de julho de 2025
13. ↑  «Young slumdog moves into new home» (em inglês). 4 de julho de 2009. Consultado em 24 de julho de 2025
14. ↑  «The 15th Annual Screen Actors Guild Awards | Screen Actors Guild Awards». www.sagawards.org. Consultado em 24 de julho de 2025
15. ↑  «Black Reel Awards - Past Nominees & Winners by Category». Black Reel Awards (em inglês). Consultado em 24 de julho de 2025